# Leptochilus callidus
Leptochilus callidus är en stekelart som först beskrevs av Kostylev 1940.  Leptochilus callidus ingår i släktet Leptochilus och familjen Eumenidae. Inga underarter finns listade i Catalogue of Life.